# Cyanomitra
Cyanomitra är ett fågelsläkte i familjen solfåglar inom ordningen tättingar. Släktet omfattar sju åtta arter som förekommer i Afrika söder om Sahara:
- Grönhuvad solfågel (C. verticalis)
- Katangasolfågel (C. bannermani)
- Blåstrupig solfågel (C. cyanolaema)
- Kamerunsolfågel (C. oritis)
- Blåhuvad solfågel (C. alinae)
- Olivsolfågel (C. olivacea)
- Grå solfågel (C. veroxii)